# Лейе, Мбайе
Мбайе Лейе (фр. Mbaye Leye; род. 1 декабря 1982, Birkilane, Кафрин) — сенегальский футболист, нападающий; тренер.

## Клубная карьера

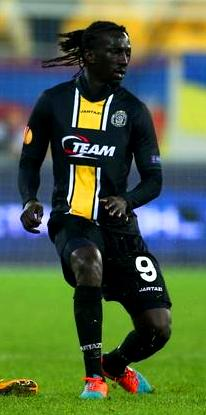
Лейе в составе «Локерена»

Лейе начал карьеру, выступая за дублёров французского «Лорьяна» и «Амьен». В 2007 году он перешёл в бельгийский «Зюлте-Варегем», в составе которого в том же году дебютировал в Жюпиле лиге. В начале 2009 года Мбайе перешёл в «Гент». 14 февраля в матче против «Мехелена» он впервые сыграл за новую команду. В этом же поединке Лейе забил свой первый гол за «Гент». В 2010 году он помог клубу завоевать Кубок Бельгии.
Летом 2010 года Лейе перешёл в льежский «Стандард». Впервые за новую команду он вышел в матче против «Серкль Брюгге». 3 октября в поединке против «Андерлехта» Мбайе забил свой первый гол за «Стандард». В своём дебютном сезоне он выиграл национальный кубок.
В начале 2012 года Лейе вернулся в «Зюлте Варегем». 18 апреля 2013 года в матче против «Брюгге» он сделал хет-трик. В том же году Мбайе был признан лучшим африканским игроком чемпионата. Летом 2014 года Лейе присоединился к «Локерену». 16 августа в матче против «Льерса» он дебютировал за новую команду. 31 августа в поединке против своего бывшего клуба «Стандарда» Мбайе забил свой первый гол за «Локерен». 11 декабря в матче Лиги Европы против харьковского «Металлиста» он отметился забитым мячом. По окончании сезона Лейе в третий раз перешёл в «Зюлте Варегем», в составе которого в третий раз стал обладателем Кубка Бельгии.
Летом 2017 года Мбайе перешёл в «Эйпен». В матче против «Остенде» он впервые сыграл за новую команду. В этом же поединке Лейе забил свой первый гол за этот клуб. Летом 2018 года Лейе присоединился к «Мускрон-Перювельз». 1 сентября в матче против «Шарлеруа» он дебютировал за новую команду.

## Международная карьера
В 2008 году Лейе дебютировал за сборную Сенегала.

## Достижения
Клубные
 «Гент»
- Обладатель Кубка Бельгии — 2009/10

 «Стандард» (Льеж)
- Обладатель Кубка Бельгии — 2010/11

 «Зюлте-Варегем»
- Обладатель Кубка Бельгии — 2017

Индивидуальные
- Лучший африканский футболист чемпионата Бельгии — 2013